# 梅拉讷 (加尔省)
梅拉讷（法語：Meyrannes，法語發音：[meʁan]）是法国加尔省的一个市镇，属于阿莱斯区。

## 地理
梅拉讷（44°16'15"N, 4°10'4"E）面积6.51 平方千米，位于法国奧克西塔尼大區加尔省，该省份为法国南部沿海省份，南端濒地中海，北起顺时针与阿尔代什省、沃克吕兹省、罗讷河口省、埃罗省、阿韦龙省和洛泽尔省接壤。
与梅拉讷接壤的市镇（或旧市镇、城区）包括：贝塞日、库里、塞兹河畔莫利耶尔、圣昂布鲁瓦、圣布雷斯。

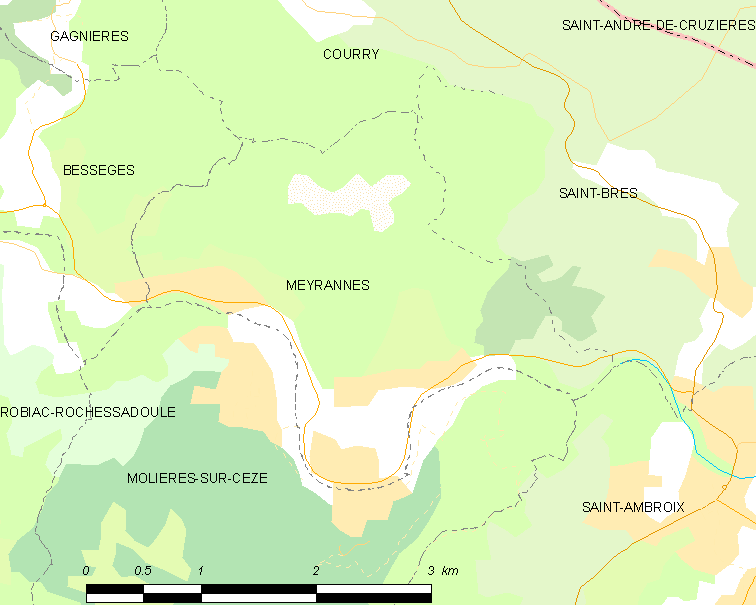
的OSM定位图

梅拉讷的时区为UTC+01:00、UTC+02:00（夏令时）。

## 行政
梅拉讷的邮政编码为30410，INSEE市镇编码为30167。

## 政治
梅拉讷所属的省级选区为鲁松县。

## 人口

1962-2008年间人口变化图示

梅拉讷于2022年1月1日时的人口数量为783人。